# Eresia
Eresia är ett släkte av fjärilar. Eresia ingår i familjen praktfjärilar.

## Bildgalleri

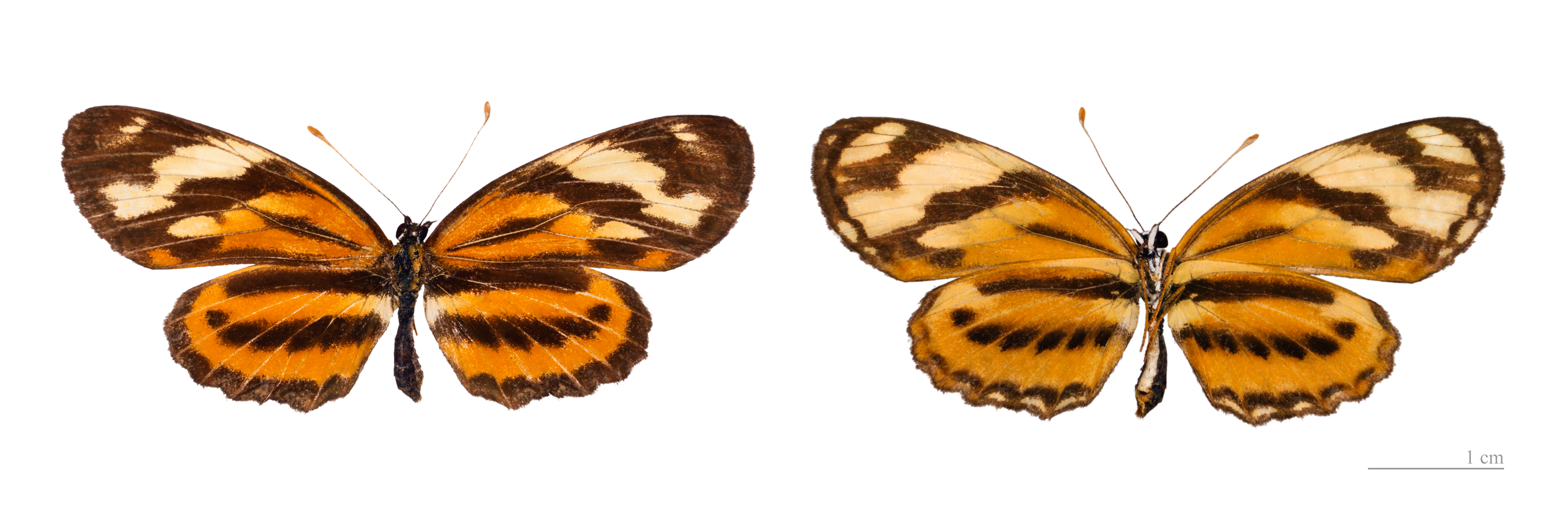
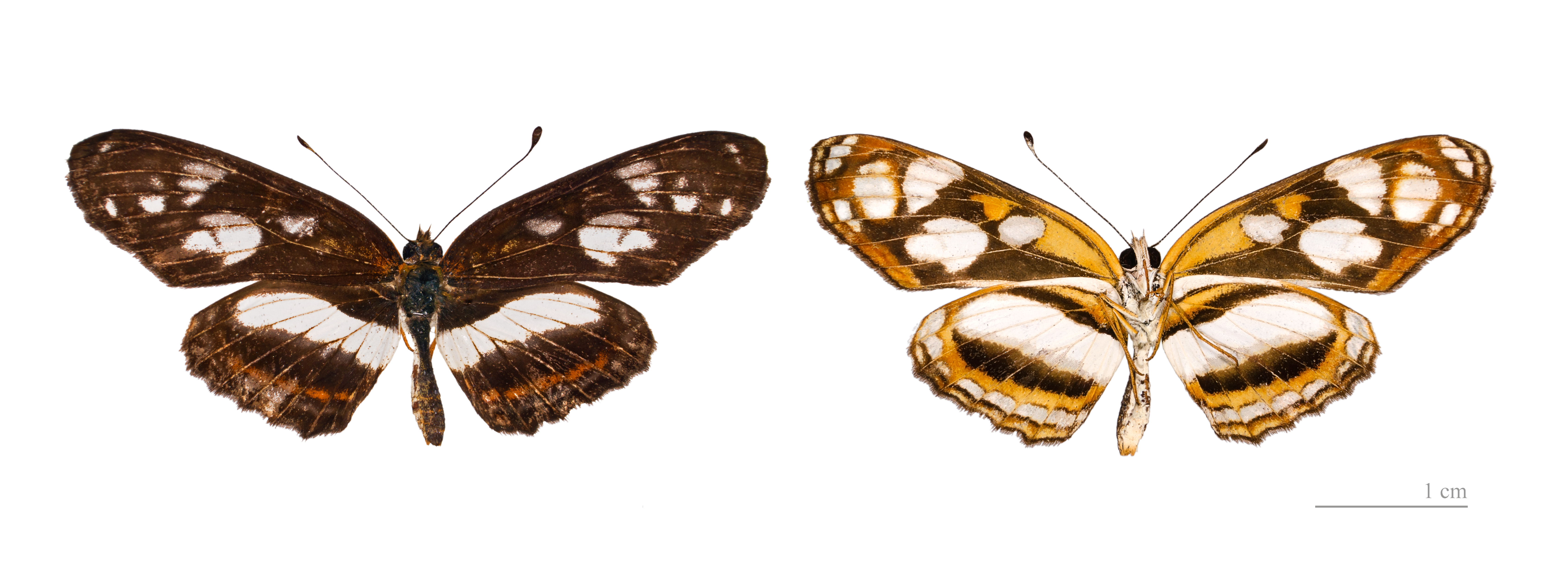

## Dottertaxa tillEresia, i alfabetisk ordning[1]
- Eresia acraea
- Eresia actinote
- Eresia aericilla
- Eresia albella
- Eresia alma
- Eresia alsina
- Eresia anomala
- Eresia apicalis
- Eresia aveyrana
- Eresia bella
- Eresia brunhilda
- Eresia callonia
- Eresia callonioides
- Eresia carme
- Eresia casiphia
- Eresia celemina
- Eresia cerquita
- Eresia cissia
- Eresia clara
- Eresia clio
- Eresia coela
- Eresia confirmans
- Eresia cornelia
- Eresia corybassa
- Eresia daguana
- Eresia datis
- Eresia decorata
- Eresia derivata
- Eresia dismorphina
- Eresia drypetis
- Eresia emerantia
- Eresia encina
- Eresia erysice
- Eresia esora
- Eresia estebana
- Eresia etesiae
- Eresia eunice
- Eresia eutropia
- Eresia extensa
- Eresia ezorias
- Eresia fassli
- Eresia fenestrata
- Eresia gudruna
- Eresia heliconiformis
- Eresia heliconina
- Eresia hewitsonii
- Eresia homogena
- Eresia ildica
- Eresia intermedia
- Eresia ithomioides
- Eresia ithomiola
- Eresia jacinthica
- Eresia klagesii
- Eresia laias
- Eresia lansdorfi
- Eresia letitia
- Eresia leucophaea
- Eresia leucophaeoides
- Eresia levina
- Eresia limbata
- Eresia lycus
- Eresia manto
- Eresia margaretha
- Eresia mechanitis
- Eresia melaina
- Eresia mimas
- Eresia mimicry
- Eresia moesta
- Eresia murena
- Eresia mylitta
- Eresia nauplius
- Eresia neptoides
- Eresia nigra
- Eresia nigripennis
- Eresia oblita
- Eresia ocellata
- Eresia olivencia
- Eresia pardalina
- Eresia pastazana
- Eresia pella
- Eresia pelonia
- Eresia perna
- Eresia phaedima
- Eresia phillyra
- Eresia plagiata
- Eresia poecilina
- Eresia polina
- Eresia polymnia
- Eresia prisca
- Eresia pseudocelemina
- Eresia quintilla
- Eresia reducta
- Eresia saturata
- Eresia selene
- Eresia sestia
- Eresia sticta
- Eresia subfasciata
- Eresia sulphurata
- Eresia werneri
- Eresia veternosa